# Космонавтика Ирана
Космонавтика Ирана — космические программы, развиваемые в Исламской Республике Иран.

## История
В феврале 1999 года министр обороны Али Шамхани впервые объявил, что разработка новых боевых ракет после «Шахаб-3» не планируется, а ракета «Шахаб-4» является попыткой Ирана создать свой спутниковый носитель.
А в январе 2004 года во время своего выступления на 2-й научной конференции авиакосмической промышленности он пообещал, что уже через 18 месяцев Иран «станет первой исламской страной, которая выйдет в космос с собственным спутником, запущенным с собственной стартовой площадки».
Запуск 17 августа 2008 года на орбиту макета ИСЗ на РН «Сафир» был объявлен Ираном, но в мире не подтверждён; первый подтверждённый иранский ИСЗ был запущен позднее.
В декабре 2008 стало известно, что Иран намерен запустить в космос животных.
В 2009 году Иран обзавелся собственным космодромом «Семнан»,
С космодрома Семнан был осуществлен первый удачный космический запуск: 2 февраля 2009 года ракетой-носителем «Сафир-2» был выведен на орбиту спутник «Омид».
В начале февраля 2010 года был осуществлен запуск в космос биокапсулы «Пишгам» («капсула жизни») ракетой-носителем собственного производства «Кавошгар-3». На ней в космос, в целях научных исследований, отправились черви, черепахи и крысы.
В 2011 году Иран планировал запустить в космос обезьяну, однако этого так и не произошло, подготовительные работы были остановлены без объяснения причин.
28 января 2013 года была запущена в космос биокапсула «Пишгам» с обезьяной Пишгам на борту.
14 декабря 2013 Иран во второй раз отправил обезьяну в суборбитальный полёт; по сообщению агентства IRNA, примат по кличке Фаргам провёл на высоте 120 километров около 15 минут. Впервые была опробована ракета-носитель с жидким топливом.
Запуск собственного космонавта Иран намечал на 2021 год; надежду стать первым космонавтом Ирана выразил президент страны Ахмадинежад.
Однако в январе 2015 года космическая программа была окончательно свёрнута из-за непомерной для небольшой страны дороговизны (см. Экономика Ирана).

### 2019
В январе 2019 года с космодрома «Семнан» была запущена ракета «Симург» со спутником «Пеям» (Payam). После сбоя в работе третьей ступени («успешно преодолел два из трех этапов» после запуска), но не сумел достигнуть расчетной орбиты и упал на юге Индийского океана. . О том, что помешало вывести спутник на орбиту, не сообщается.
7 февраля неудачей завершился запуск ракеты «Сафир» со спутником «Дусти».
30 августа американские СМИ распространили информацию о том, что на севере Ирана на полигоне «Семнан» произошёл взрыв: Associated Press, ссылаясь на данные спутниковых снимков, написал что на стартовой площадке видны чёрный дым и тлеющие остатки ракеты. В ближайшие дни Иран должен был провести запуск спутника Nahid 1, однако Министерство связи и информационных технологий Ирана сообщило, что спутник остался цел, так как находился в Центре космических исследований Ирана и ещё не был передан для запуска министерству обороны.
США считает что это свидетельство иранской активности по развитию ракетной программы и что этот запуск может свидетельствовать о работах Тегерана по созданию баллистических ракет для доставки ядерного оружия (госдеп США подчеркнул, что компоненты гражданского ракетостроения практически идентичны военным ракетам); Вашингтон ввел новые санкции против Ирана — Минфин США внес в санкционные списки три организации, ведущие исследования космического пространства.

### 2020
22 апреля 2020 года Иран запустил свой первый военный спутник под названием «Нур-1» («Свет»). Он был выведен на 425-километровую орбиту при помощи трехступенчатой ракеты-носителя «Касед» («Посланник»/«Гонец»), запущенного из военного космического центра Шахруд. Факт вывода спутника на орбиту подтвердила 18-я эскадрилья контроля космического пространства ВВС США. Размер спутника американские военные оценили в 10 на 30 см. Командующий Космическими силами США генерал Джон Рэймонд назвал «Нур-1» кувыркающейся веб-камерой в космосе.

### 2022
В марте 2022 года Иран вывел на орбиту 500 км военный спутник «Нур-2».

### 2023
4 марта 2023 года состоялся неудачный пуск носителя Каем-100 со спутником связи Nahid-1, 27 сентября носителем Касед запущен спутник «Нур-3», .

### 2024
20 января 2024 года из космического центра Шахруд носителем Каем-100 запущен спутник ДЗЗ Soraya. 28 января с космодрома Семнан носителем Симург выведены на орбиту три малых спутника.

## Инфраструктура и техника
- космодром «Семнан» (с 2009 года)
- Космический центр им. Имама Хомейни, при космодроме
- Космический центр Шахруд

ракеты-носители
- «Кавошгар-3»
- «Сафир»
- «Сафир-2»
- «Симург»
- «Касед»
- «Каем-100»